# Bestie
Bestie (кор. 베스티; стилизуется как BESTie) — южнокорейская гёрл-группа, сформированная в 2013 году компанией YNB Entertainment. Коллектив состоял из четырёх участниц. Трое участниц ранее находились в составе группы EXID, однако были вынуждены её покинуть по личным причинам. Спустя некоторое время, к трём ушедшим участницам присоединилась девушка-стажёр от SM Entertainment. Группа заявила о себе 11 июля 2013 года, впервые выступив с песней «Pitapat». В сентябре 2017 года группа была расформирована.

## История

### Пре-дебют
Хеён, Юджи и Хэрён дебютировали в составе EXID под руководством AB Entertainment вместе с тремя другими участницами и выпустили свой дебютный сингл под названием «Holla» («Whoz That Girl. www.youtube.com. Дата обращения: 11 марта 2020.»). Девушки выступали в составе EXID около двух месяцев, после чего покинули группу по личным причинам. Хэрён хотела продолжить свою актёрскую карьеру, ведь ещё в юности она начала принимать участие в съёмках телесериалов: её первая роль была сыграна в сериалах «Sharp» и «Magic Kid Masuri» в возрасте 10 лет. Весной 2013 года она сыграла роль девушки Пак Хёнсика в драме Nine: Nine Time Travels, которая транслировалась телеканалом tvN.

### 2013—2015: дебют иExcuse Me
BESTie дебютировали 11 июля 2013 года с песней «Pitapat». Вместе с девушками в музыкальном клипе снялись также Jo Kwon и Yoo Se-yoon. 12 июля в рамках телешоу KBS Music Bank группа впервые выступила с живым выступлением. 16 октября BESTie снова вышли на сцену с песней «Love Options» (кор. «연애의 조건»); Живое выступление произошло в тот же день на M! Countdown на телеканале Mnet.
12 декабря был анонсирован очередной сингл под названием «Zzang Christmas». Стилизованный под новогоднюю тематику клип, вышел 16 декабря на YouTube.
28 февраля 2014 года был выпущен четвёртый по счёту сольный сингл под названием «Thank You Very Much».
27 июня BESTie вместе с Джимин, Чоа, Чанми и Хеджон из AOA вместе с Girl’s Day исполнили песню «Mr.Mr» группы «Girl’s Generation» на телешоу Music Bank.
Первый мини-альбом под названием Hot Baby был представлен 28 июля. Спустя три дня на YouTube был загружен музыкальный клип «Hot Baby. www.youtube.com. Дата обращения: 11 марта 2020.». 29 августа группа выпустила цифровой мини-альбом, включивший в себя новый сингл «I Need You», составленный Duble Sidekick и HomeBoy. В качестве благодарности за преданность своих фанатов BESTie исполнили «I Need You» на M! Countdown на следующий же день после релиза.
В завершение успешного года, 19 декабря BESTie исполнили песню Super Junior «Mamacita» на телешоу Music Bank.

8 мая 2015, BESTie выпустили второй мини-альбом «Love Options» и музыкальный клип на песню «Excuse Me. www.youtube.com. Дата обращения: 11 марта 2020.». Спустя месяц после релиза, счётчик под видеоклипом «Excuse Me» на YouTube достиг отметки в 2 миллиона просмотров, таким образом, сделав его самым просматриваемым видеороликом, который когда-либо записывался группой BESTie. Видеоролик занял 4-ю позицию в майском рейтинге «Most Viewed K-Pop Videos in America» (рус. «Самые просматриваемые K-Pop видеоролики в Америке») и 6-ю позицию в майском рейтинге «Most Viewed K-Pop Videos around the World» (рус. «Самые просматриваемые K-Pop видеоролики в мире»). 2 июня 2015, BESTie заняли 4-ю позицию в музыкальной программе «The Show»'.
29 августа 2015 года BESTie приняли участие в ежегодном туре «Feel Korea in New Delhi» в Индии, где выступили со своими песнями в Sirifort Auditorium, в городе Нью-Дели.

### 2016—2018: Последняя активность, изменения в составе и расформирование
В январе 2016 года было объявлено, что Дахё упала с лестницы, и сломала лодыжку и правую руку. YNB заявил, что возвращение группы было перенесено для восстановления Дахё. Позже было объявлено, что BESTie вернутся в мае с мини-альбомом или первым полным альбомом, который в конечном итоге не состоялся. Летом 2016 года Юджи приняла участие в конкурсе от JTBC Girl Spirit, где заняла третье место. Последнее выступление группы состоялось 16 декабря 2016 года на концерте Military Year End.
5 сентября 2017 года Ynb Entertainment объявил, что Юджи и Дахё покинули группу, две оставшиеся участницы Хеён и Хэрен будут продвигаться как группа, с возможностью добавления новых участниц. В том месяце было также подтверждено, что Хеён появится в программе The Unit. Она была исключена из шоу в 13 эпизоде с её заключительным рангом, равным 27.
После этого больше не было возможности получить доступ к официальному сайту Ynb Ent. Слухи о банкротстве компании начали циркулировать онлайн. В сентябре 2018 Star Entertainment открыли официальный аккаунт в Instagram а также фан-кафе для своего нового исполнителя Кан Хеён, который подтвердил подозрения поклонников о роспуске группы без каких-либо официальных заявлений от Ynb Entertainment.

## Состав
За всё время существования группы состав участниц не изменялся, однако имеет свою специфическую историю. Трое участниц под псевдонимами Юджи(Чон Юджи), Дами(Кан Хеён) и Хэрён(На Хэрён) ранее были участницами группы EXID, однако покинули состав по неизвестным причинам. Предположительно, участницы планировали развиваться в сторону кинематографии и участвовать в различного рода съёмках (дорам, ситкомов, пр.). Однако, спустя определённое время, 11 июля 2013 года BESTie дебютировали в составе четырёх участниц — к трём бывшим участницам EXID присоединилась стажёр от S.M. Entertainment — Дахе(Сон Дахе).
| Действующие участницы |                        |                        |                        |                        |
| Псевдоним             | Юджи (Uji)             | Хеён (Hyeyeon)         | Хэрён (Haeryung)       | Дахе (Dahye)           |
| Настоящее имя         | Чон Юджи (кор. 정유지) | Кан Хеён (кор. 강혜연) | На Хэрён (кор. 나해령) | Сон Дахе (кор. 송다헤) |
| Дата рождения         | 2 января 1991 года     | 8 декабря 1990 года    | 11 ноября 1994 года    | 12 июня 1993 года      |
| Место рождения        | Республика Корея       | Республика Корея       | Республика Корея       | Республика Корея       |
| Позиция в группе      | Ведущий вокалист       | Лидер                  | Макнэ                  | Ведущий танцор         |

## Дискография

### Альбомы
| Название                                                          | Подробности                                                                          | Пиковые позиции в чартах | Продажи       |
| Название                                                          | Подробности                                                                          | KOR                      | Продажи       |
| ----------------------------------------------------------------- | ------------------------------------------------------------------------------------ | ------------------------ | ------------- |
| Hot Baby                                                          | - Релиз: 28 июля, 2014 - Лейбл: YNB Entertainment - Формат: CD, цифровая дистрибуция | 7                        | - KOR: 4,636+ |
| Love Emotion                                                      | - Релиз: 8 мая, 2015 - Лейбл: YNB Entertainment - Формат: CD, цифровая дистрибуция   | 8                        | - KOR: 3,945+ |
| «—» означает, что песня не попала в чарты/не издавалась в регионе |                                                                                      |                          |               |

### Синглы
| Год                                                               | Название                            | Пиковые позиции в чартах | Пиковые позиции в чартах | Продажи        | Альбом                  |
| Год                                                               | Название                            | KOR                      | KOR Hot 100              | Продажи        | Альбом                  |
| ----------------------------------------------------------------- | ----------------------------------- | ------------------------ | ------------------------ | -------------- | ----------------------- |
| 2013                                                              | «Pitapat»                           | 84                       | 90                       | - KOR: 42,588+ | Pitapat (сингл)         |
| 2013                                                              | «Love Options»                      | 113                      | —                        | - KOR: 41,406+ | Hot Baby                |
| 2013                                                              | «Zzang Christmas» (вместе с Ю Сеюн) | 130                      | —                        | - KOR: 18,994+ | Zzang Christmas (сингл) |
| 2014                                                              | «Thank You Very Much»               | 53                       | 74                       | - KOR: 67,286+ | Hot Baby                |
| 2014                                                              | «Like A Star»                       | —                        | —                        |                | Hot Baby                |
| 2014                                                              | «Hot Baby»                          | 53                       | —                        | - KOR: 62,648+ | Hot Baby                |
| 2014                                                              | «I Need You»                        | 74                       | —                        | - KOR: 46,165+ | Hot Baby                |
| 2015                                                              | «Excuse Me»                         | 74                       | —                        | - KOR: 38,401+ | Love Emotion            |
| «—» означает, что песня не попала в чарты/не издавалась в регионе |                                     |                          |                          |                |                         |

### Видеоклипы
| Год  | Название            | Постановщик                    | Примечания |
| ---- | ------------------- | ------------------------------ | ---------- |
| 2013 | «Pitapat»           | Joo Hee-sun                    |            |
| 2013 | «Love Options»      |                                |            |
| 2013 | «Zzang Christmas»   |                                |            |
| 2014 | «Thank U Very Much» | Hong Won-ki                    |            |
| 2014 | «Like a Star»       |                                |            |
| 2014 | «Hot Baby»          |                                |            |
| 2015 | «Love Letter»       | Юджи (с участием The Channels) |            |
| 2015 | «Excuse Me»         | Hong Won-ki                    |            |

## Награды и номинации
| Год  | Награда            | Категория             | Кандидат | Результат |
| ---- | ------------------ | --------------------- | -------- | --------- |
| 2015 | Golden Disk Awards | Next Generation Award | BESTie   | Победа    |